# Cycloserine
Cycloserine, được bán dưới tên nhãn hiệu là Seromycin, là một loại kháng sinh dùng để điều trị bệnh lao. Cụ thể hơn thì nó được sử dụng, cùng với các loại thuốc chống lao khác, cho bệnh lao kháng thuốc. Chúng được đưa vào cơ thể bằng đường miệng.
Tác dụng phụ thường gặp bao gồm phản ứng dị ứng, co giật, buồn ngủ, lảo đảo và tê. Chúng được khuyến cáo là không nên sử dụng ở những người bị suy thận, động kinh, trầm cảm, hoặc nghiện rượu. Vẫn chưa rõ liệu sử dụng trong khi mang thai có an toàn cho em bé hay không. Cycloserine có cấu trúc tương tự như amino acid d-alanine và hoạt động bằng cách can thiệp vào quá trình tổng hợp thành tế bào của vi khuẩn.
Cycloserine được phát hiện vào năm 1954 từ một chủng Streptomyces. Nó nằm trong danh sách các thuốc thiết yếu của Tổ chức Y tế Thế giới, tức là nhóm các loại thuốc hiệu quả và an toàn nhất cần thiết trong một hệ thống y tế. Chi phí bán buôn ở các nước đang phát triển là khoảng 29,70–51,30 USD / tháng. Vào năm 2015, chi phí tại Hoa Kỳ đã tăng lên 3.150 đô la Mỹ một tháng và sau đó giảm xuống còn 1.050 đô la Mỹ mỗi tháng.

## Đặc tính hóa học
Trong môi trường có tính axit nhẹ, cycloserine thủy phân để tạo ra hydroxylamine và D-serine. Cycloserine có thể được coi là một dạng serine vòng, có được nhờ mất đi dihydrogen oxy hóa để hình thành liên kết nitơ-oxy.
Cycloserine ổn định trong điều kiện cơ bản, với ổn định lớn nhất ở pH = 11.5.